# Saint-Ganton
Saint-Ganton é uma comuna francesa na região administrativa da Bretanha, no departamento Ille-et-Vilaine. Estende-se por uma área de 14,11 km². Em 2010 a comuna tinha 436 habitantes (densidade: 30,9 hab./km²).